# Aposonalco
Genre
Aposonalco est un genre d'insectes diptères nématocères de la famille des Blephariceridae.